# Mitsubishi Motors
Mitsubishi Motors Corporation 三菱自動車工業株式会社 (Mitsubishi Jidōsha Kōgyō Kabushiki Kaisha) és el cinquè fabricant més gran del Japó en nombre de vehicles venuts i el tretzè del món. És part del Mitsubishi keiretsu, que va ser el grup industrial més gran del Japó.